# 도부 기누가와선
도부 철도 기누가와 선(일본어: 東武鬼怒川線)은 도부 철도의 철도 노선 가운데 하나이다. 일본 도치기현 닛코시에 위치한 시모이마이치 역과 신후지와라 역을 잇는다.

## 역사
- 1917년 1월 2일: 기누가와 온천 부근에 있던 시모타키 발전소(현재 도쿄 전력 기누가와 발전소)에 자재를 운반하기 위하여 시모쓰케 귀도가 다이야무코이마이치(현재: 다이야무코) - 나카이와(현재 폐지됨)6.0 km 구간을 궤간은 762mm로 운행 개시.
- 1917년 11월 1일: 나카이와 - 오하라(현재: 기누타테이와 신호장) 구간(4.1 km)이 개통.
- 1919년 3월 17일: 오하라 - 시모타키(현재: 기누가와 온천) 구간(1.3 km)이 개통.
- 1919년 10월 1일: 다이야무코이마이치 - 신이마이치(현재 JR동일본 이마이치) 구간(1.4 km)이 개통.
- 1919년 12월 28일:
  - 시모타키 - 후지와라(현재: 신후지와라) 구간(3.7 km)이 개통.
  - 다이야무코이마이치 역을 다이야무코 역으로 명칭 변경.
- 1921년 6월 6일: 시모쓰케 궤도가 시모쓰케 전기 철도로 명칭 변경.
- 1922년 3월 19일:
  - 신이마이치 - 신후지와라 구간이 전철화.
  - 오하라 역을 시모하라 역으로, 시모타키 역을 이전 및 오타키역으로, 후지와라 역을 이전 및 신후지와라 역으로 명칭 변경.
- 1924년 11월 11일: 고사고에 앞(현재: 고사고에)역이 영업 개시.
- 1927년 2월 19일: 오타키 역으로 기누가와 온천 역으로 명칭 변경.
- 1927년 11월: 신이마이치 - 오쿠와 구간에 있던 다이야무코 역을 폐지.
- 1929년 7월 7일: 신이마이치 - 오쿠와 구간에 오구라마치 역을 설치.
- 1929년 10월 22일:
  - 신이마이치 - 다이야 강 구간을 폐지, 시모이마이치 - 다이야 강 구간이 궤간 1,067mm로 개통.
  - 다이야 강 다카토쿠 구간의 궤간을 1,067mm로 변경. 도부 철도 닛코 선에 접속.
  - 오구라마치 역을 폐지. 다카토쿠 역을 신타카토쿠 역으로 명칭 변경.
- 1930년 5월 9일: 신타카토쿠 - 신후지와라 구간의 궤간을 1,067mm로 변경.
- 1930년 7월 6일: 고사고에 앞 역을 고사고에 역으로 명칭 변경.
- 1931년 3월 1일: 시모이마이치 - 오쿠와 구간에 다이야무코 역을 설치.
- 1933년 1월 1일: 시모하라 역을 기누타테이와 역으로 명칭 변경.
- 1939년: 기누가와 공원 역 영업 개시.
- 1943년 5월 1일: 도부 철도가 시모쓰케 전기 철도를 매수.
- 1944년 10월 25일: 기누가와 공원 역 영업 휴지.
- 1950년 9월 1일: 기누가와 공원 역 영업 복귀.
- 1964년 10월 8일:
  - 기누타테이와 역 폐지, 신호장에 변경.
  - 기누타테이와 신호장 ~ 기누가와 온천 역 구간(0.8 km)을 복선화.
- 1986년 10월 9일: 야간 철도 아이즈키누가와 선이 개통, 직결 운행 개시.
- 1990년 10월 12일: 아이즈 철도 아이즈 선이 전철화에 따라 전동차 열차가 아이즈타지마역까지 직결 운행 개시.
- 2005년 3월 1일: 아이즈 철도의 열차 'AIZU 마운트 익스프레스'가 운행 개시.
- 2006년 3월 18일: JR 신주쿠역에 직결 운행하는 특급 열차 '기누가와' 및 '스페이시아 기누가와' 운행 개시.

## 차량
- 6050계(도부 철도, 야간 철도, 아이즈 철도가 각각 보유)
- 100계(특급 열차)
- 300계·350계(임시 열차)
- JR 동일본 253계 1000번대(특급 열차)
- 아이즈 철도 AT-600형·AT-650형 동차('AIZU 오제 익스프레스')
- 아이즈 철도 AT-700형·AT-750형 동차('AIZU 마운트 익스프레스')

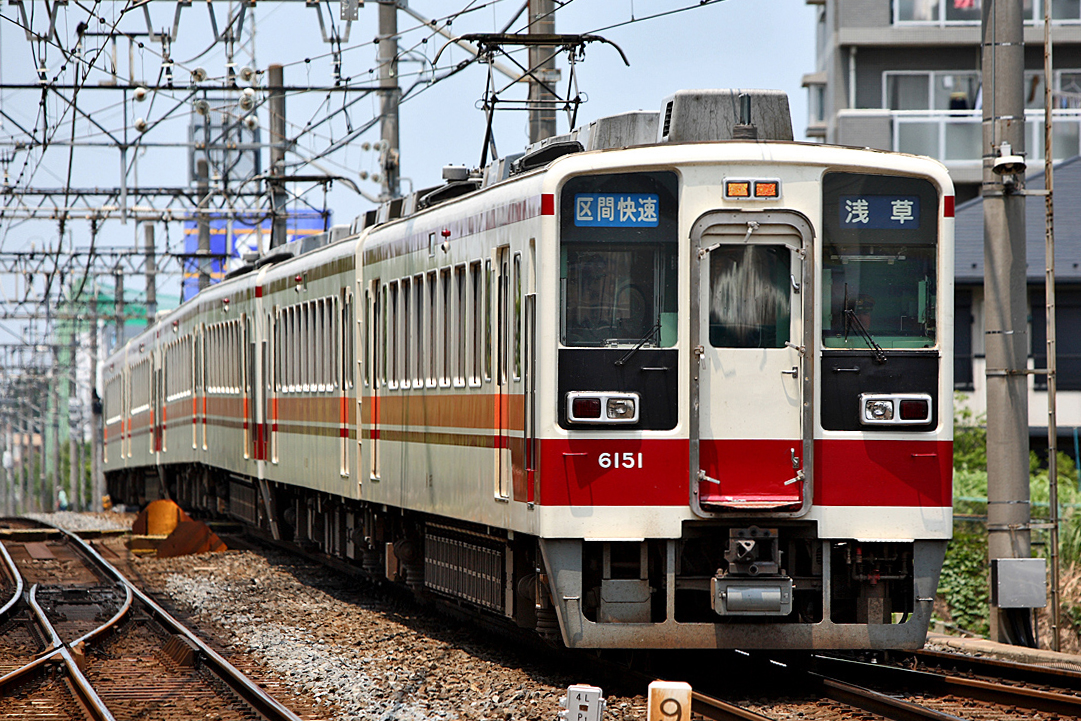
6050계
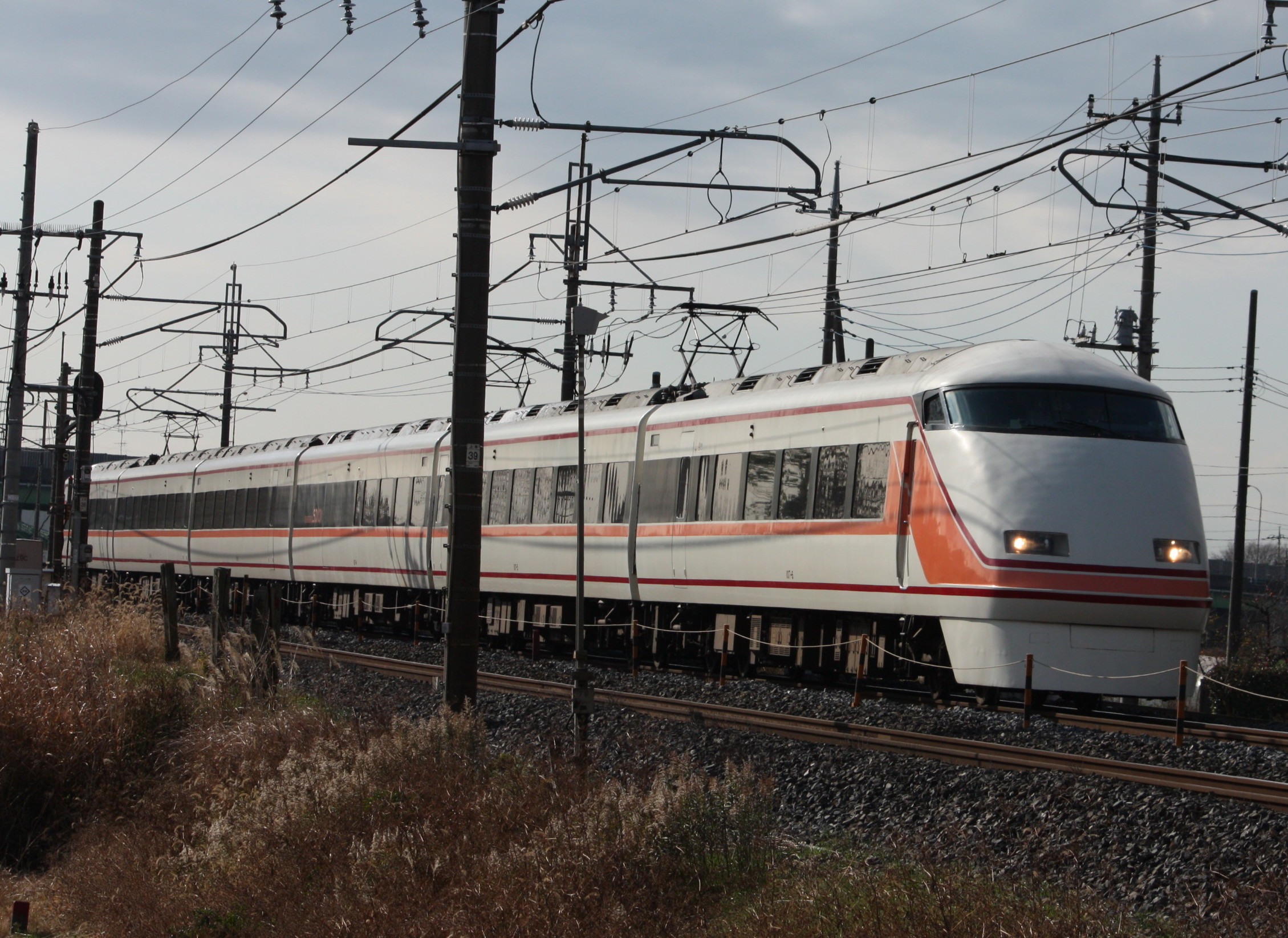
100계
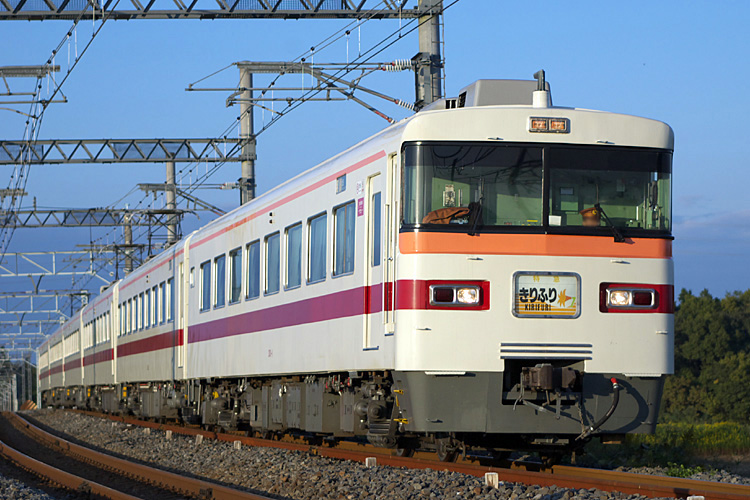
300계
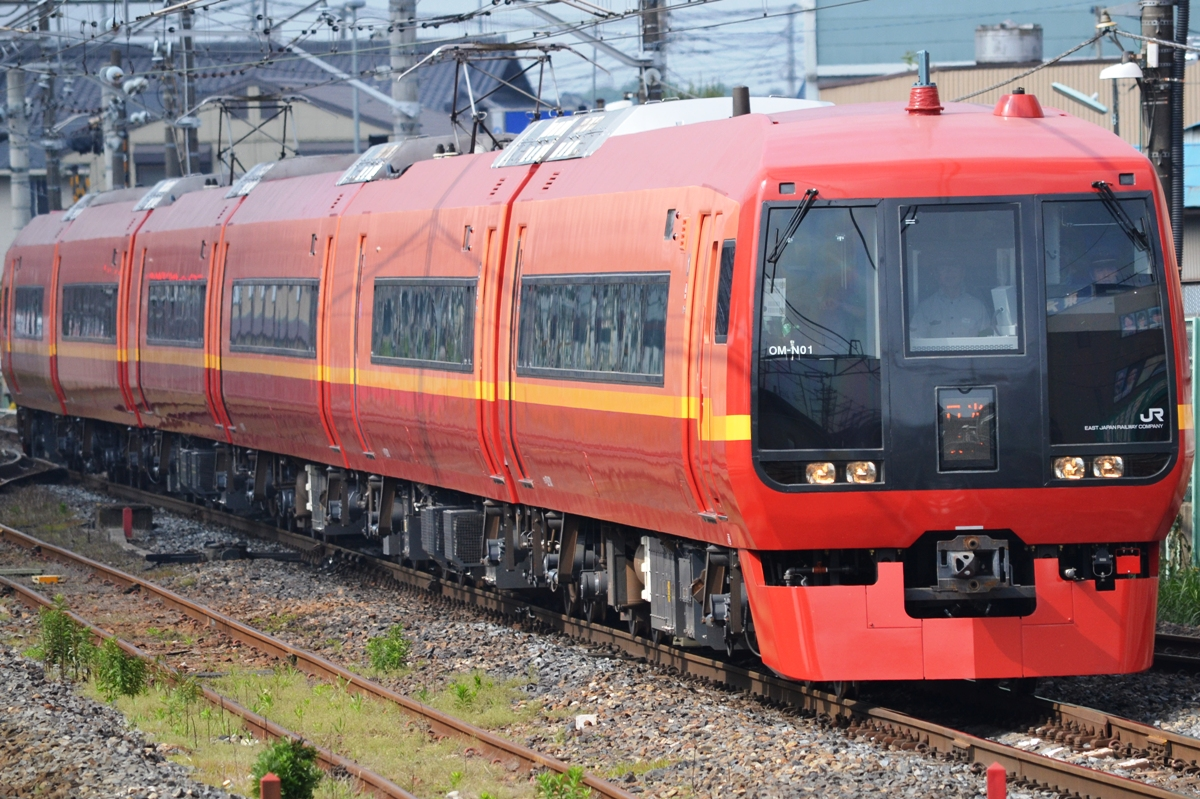
JR 동일본 253계
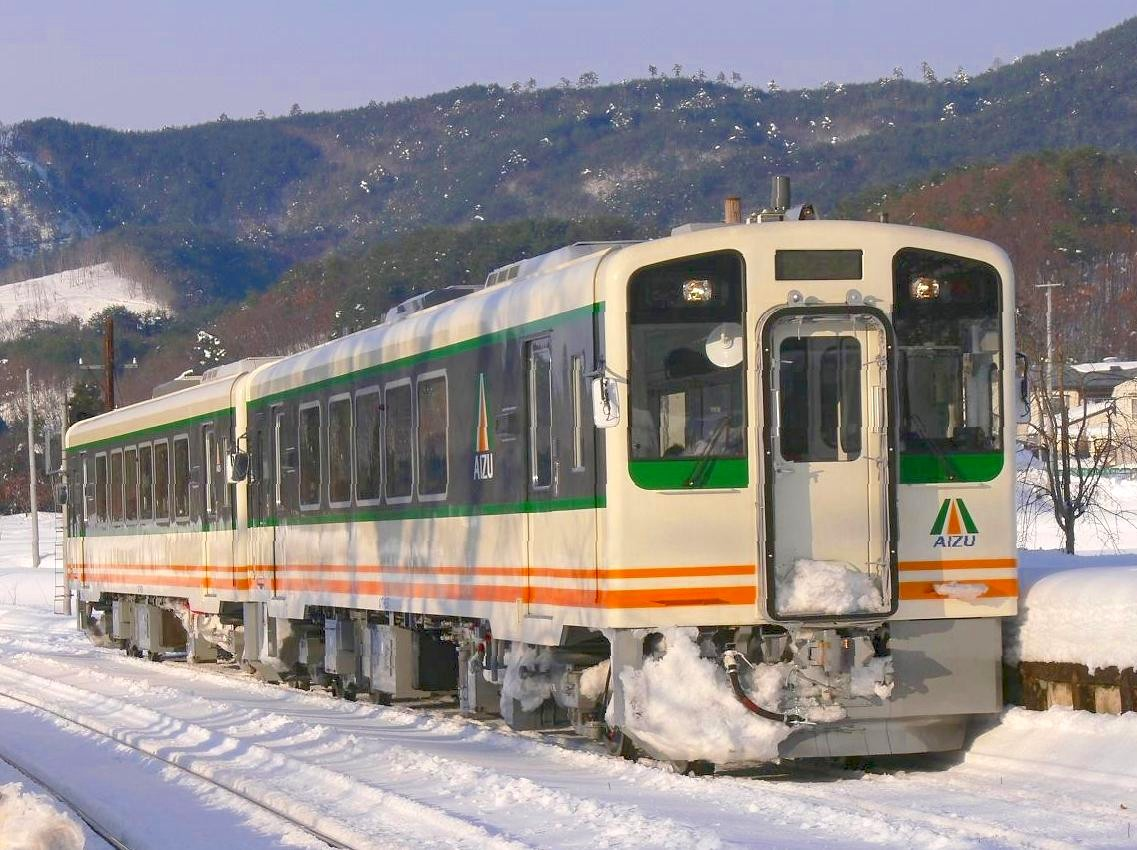
아이즈 철도 AT-600형·AT-650형 동차
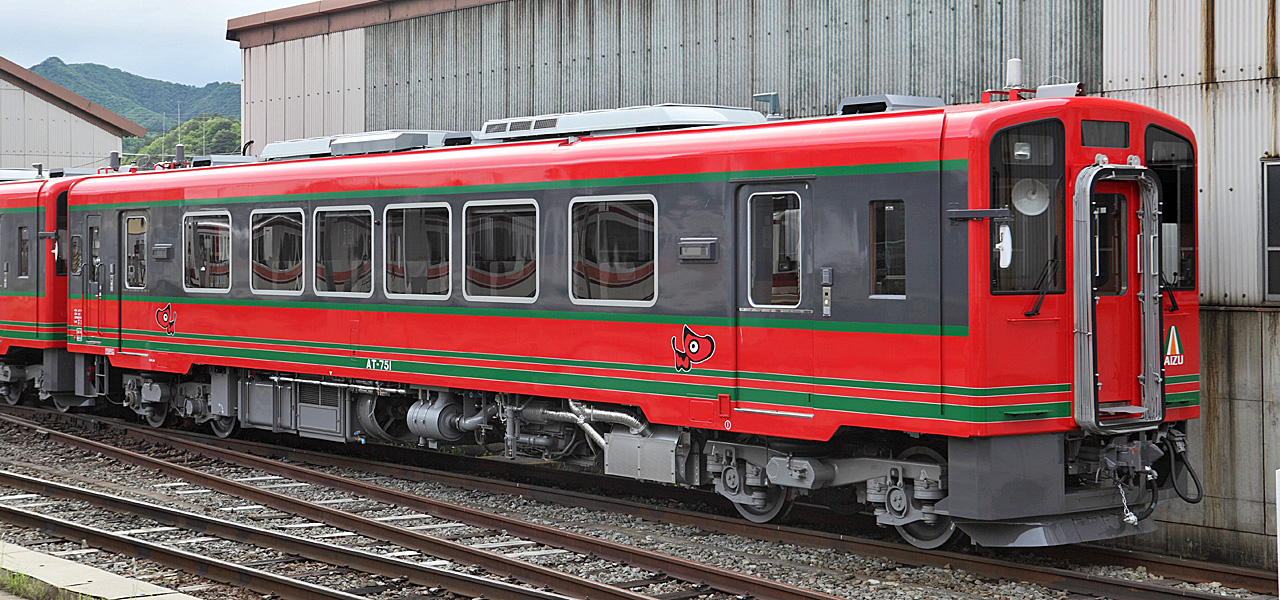
아이즈 철도 AT-700형·AT-750형 동차

## 역 목록
| 역 번호 | 역 이름             | 일본어 이름            | 영업 거리 (km) | 접속 노선                               | 소재지   | 소재지 |
| ------- | ------------------- | ---------------------- | -------------- | --------------------------------------- | -------- | ------ |
| TN-23   | 시모이마이치        | 下今市                 | 0.0            | 닛코 선(직결 운행)                      | 도치기현 | 닛코시 |
| TN-51   | 다이야무코          | 大谷向                 | 0.8            |                                         | 도치기현 | 닛코시 |
| TN-52   | 오쿠와              | 大桑                   | 4.8            |                                         | 도치기현 | 닛코시 |
| TN-53   | 신타카토쿠          | 新高徳                 | 7.1            |                                         | 도치기현 | 닛코시 |
| TN-54   | 고사고에            | 小佐越                 | 9.9            |                                         | 도치기현 | 닛코시 |
| TN-55   | 도부 월드 스퀘어    | 東武ワールドスクウェア | 10.6           |                                         | 도치기현 | 닛코시 |
| -       | 기누타테이와 신호장 | 鬼怒立岩信号場         | 11.6           |                                         | 도치기현 | 닛코시 |
| TN-56   | 기누가와온센        | 鬼怒川温泉             | 12.4           |                                         | 도치기현 | 닛코시 |
| TN-57   | 기누가와코엔        | 鬼怒川公園             | 14.5           |                                         | 도치기현 | 닛코시 |
| TN-58   | 신후지와라          | 新藤原                 | 16.2           | 야간 철도 아이즈키누가와 선 (직결 운행) | 도치기현 | 닛코시 |